# ماريو إيفان فلوريس
ماريو إيفان فلوريس (بالإسبانية: Mario Iván Flores)‏ هو منافس ألعاب قوى مكسيكي، ولد في 28 فبراير 1979.

## وصلات خارجية
- ماريو إيفان فلوريس على موقع الاتحاد الدولي لألعاب القوى (الإنجليزية)
- ماريو إيفان فلوريس على موقع أوليمبيديا (الإنجليزية)